# Pittura a calce
La pittura a calce è un tipo di pittura.
La calce, anticamente usata come legante per preparare malte per la muratura e intonaci, venne impiegata anche per la pittura degli interni delle abitazioni, conferendo alle pareti un elevato tasso di traspirabilità, mentre per l'esterno, con l'aggiunta di altri materiali (come sabbia e polvere ottenuta dalla macinazione di vasi e coppi in terracotta), si riusciva a rendere l'impasto molto resistente all'acqua.

## Preparazione della calce
Un prolungato periodo di spegnimento delle calci garantiva la perdita del potere di corrosione della calce, il che attenuava l'aggressività sui colori e sui pigmenti, e migliorava il mantenimento di tonalità più vive. Anche l'acqua da usare per la preparazione doveva essere pura, per evitare che alcune impurità, come sali o acidi, potessero danneggiarne la maturazione.

## Preparazione della pittura
Quando la calce era matura, si aggiungeva un 10 % di olio e veniva mescolato fino al totale assorbimento (per evitare che una volta aggiunta l'acqua per la diluizione, l'olio affiorasse a galla), e poi i pigmenti che venivano disciolti a parte e poi uniti alla pittura.

## Stesura della pittura
La stesura della pittura veniva effettuata con dei pennelli morbidi con setole non molto lunghe, non prima di aver preparato per bene il fondo, e dando fino a tre mani di pittura per avere una copertura ottimale. La pittura a calce di allora viene riprodotta oggi e piano piano viene sempre più apprezzata per le sue tante qualità.